# 7,62 ITKK 31 VKT
A 7,62 ITKK 31 VKT vagy 7,62 mm VKT légvédelmi géppuska volt a finn hadsereg elsődleges légvédelmi géppuskája a második világháború alatt. A fegyvert a finn származású fegyvertervező, Aimo Lahti tervezte. 1933 és 1944 között 507 darabot gyártottak belőle két változatban, az egyik a 7,62 ItKk/31 VKT a másik a továbbfejlesztett 7,62 ItKk/31–40 VKT volt.

## Háttér
Az 1920-as években Finnország fiatal állam volt, akkoriban nyerte el függetlenségét az Orosz Birodalomtól. Mivel Oroszország részét képezte, Finnország hadseregének fegyverzete a régi cári orosz hadseregben rendszeresített eszközökkel rendelkezett, ezek közé tartoztak a légvédelmi fegyverek, melyek nemcsak elavultak voltak, de számuk igen alacsony volt. A légvédelmi fegyverzet fejlesztéseként elhatározták, hogy terveznek a hadsereg számára egy célra épített légvédelmi géppuskát, mivel a gyalogságnál rendszeresített Maxim géppuskák nem feleltek meg erre a feladatkörre. Az 1930-34 között kidolgozott fejlesztési terv alapján 125 darab 13,2 mm-es nehéz géppuskát és 125 darab 7,62 mm-es könnyű géppuskát terveztek legyártani. A fegyverek tervezésével a híres fegyvertervezőt, Aimo Lahtit bízták meg.

## 7,62 ItKk/31 VKT
A 7,62 mm-es légvédelmi géppuska prototípusát 1931-ben készítették el, jelölése a 7,62 mm kaksoisilmatorjuntakonekivääri m 31 vagy 7,62 ItKk 31 (7,62 mm-es légvédelmi ikergéppuska 31-es minta) lett. 1933-ban 130 darab fegyvert rendeltek meg az Állami Fegyvergyártól (Valtion kivääritehdas, VKT), az első fegyvereket pedig 1934 június 22-én osztották szét az egységek között. 1940-ben további 10 darabot gyártottak le, így a teljes mennyiség 140 darab lett.
Technikailag a 7,62 ItKk/31 VKT géppuska a Maxim géppuskához hasonlít, melyet magasabb tűzgyorsaság elérése érdekében átalakítottak, gyorsítóval és 250 töltényes fémhevederekkel (a régi vászonhevederek helyett) láttak el. Ezekkel a módosításokkal a fegyver tűzgyorsasága egyenként 900 lövés/perc lett. A fegyvernél vízhűtés helyett léghűtést alkalmaztak, csőburkolattal látták el, amely nagyon hasonlít a Lahti-Saloranta M/26 könnyűgéppuskán alkalmazottra. A cső végén lángrejtőt helyeztek el. A légvédelmi ikergéppuska két géppuskából áll, melyeket egymás mellé rögzítenek, töltényhevederes dobozokkal látják el mindkét oldalon, a fegyverek alá pedig további egy-egy dobozt helyeznek az üres töltényhüvelyek és a hevederszemek számára. Mindkét fegyveren van felhúzó fogantyú a jobb oldalon és rugó a bal oldalon; a bal oldali géppuska töltőrendszerét módosították, hogy a heveder bal oldalról futhasson be.
Mindkét fegyvernek megvan a saját fogantyúja, ami egy pisztolymarkolat és egy sokkal gyakoribb „lapátnyél” típusú fogantyú keveréke, melyet a maxim géppuskán alkalmaztak. Mindkét fogantyúnál volt elsütőbillentyű, melyet a mutatóujjakkal kellett meghúzni. A fegyver hátuljából tartórudak álltak ki, melyekre rátámaszkodva a lövész könnyebben a célon tarthatta a fegyvert. A fegyvert egy 135 cm magas kúp alakú állványra rögzítették, melynek megjelölése M/31 volt. Összeszerelt állapotban súlya nehéz, mozgatása pedig problémás volt. Irányzéka a korra jellemző gyűrű irányzék volt, az elülső irányzék ovális alakú két koncentrikus gyűrűvel, a hátsó pedig egy kicsi ék alakú gyűrűvel körülvett irányzék volt. Bevetés közben a légvédelmi géppuska kezelőszemélyzete hat főből állt: parancsnok, géppuskás, két töltő és két lőszerkezelő. A felszerelés magában foglalt egy szállítóládát, ebben tárolták a fegyvert, a tartalék puskacsöveket, zárakat és rugókat, szerszámkészletet és egy fából készült szállítóládát tíz darab tartalék hevederdobozzal.

## 7,62 ItKk/31–40 VKT
Az 1930-as években rájöttek, hogy a 7,62 ItKk/31 VKT géppuskának vannak hátrányai is. A fegyver hátrarúgása tüzelés közben a csőszáj emelkedését eredményezte, így csak alacsony pontosságot lehetett elérni a fegyverrel. A téli háború idején további problémák jelentkeztek: az állvány nehéz volt, mozgatása pedig közel sem egyszerű, a fegyver kalibere pedig nem volt elég erős. Ez utóbbi problémát súlyosbította az a tény, hogy a hazai tervezésű 13,2 mm-es nehéz légvédelmi géppuska nem jutott tovább a prototípus fázison; a fegyver további fejlesztését nem sokkal később leállították. A kaliber problémát nem tudták kiküszöbölni, de a fegyver egyéb hibáit kijavíthatták, a különböző fejlesztések tesztelését pedig már 1939 nyarán elkezdték.
A legsúlyosabb problémát, a csőszáj felfelé mozgását a csőszájfék módosításával oldották meg, méghozzá úgy, hogy a hajtógázokat felfelé vezették el, így egy ellenerőt hoztak létre a csőszáj mászásának csökkentése érdekében. Habár ez az aszimmetrikus erő szükségessé tette a puskacső és a csőburkolat megerősítését. A következő fontos fejlesztés az irányzékokat érintette. Egy hasábot helyeztek az elülső és hátsó irányzék közé és az elülső gyűrű irányzékot erre a hasábra rögzítették, így lehetett előre-hátra mozgatni a repülőgép becsült sebességének megfelelően. A gyűrű irányzékot újratervezték, a belső gyűrű 60°-os, a külső gyűrű 30°-os szögben biztosított célzást. A kúp alakú állványt egy új három lábú állványra cserélték, melynek megjelölése M/40. Az állványt később módosították a súlycsökkentés érdekében. A teljes módosítások a következők:
- Nehezebb cső
- Nehezebb csőburkolat nagyobb számú kerek hűtőnyílásokkal
- Kúp alakú csőszájfék nyílásokkal a hajtógázok felfelé történő elvezetése érdekében
- Új irányzék
- Háromlábú állvány

1941 március 17-én 240 darab fegyvert rendeltek a Valtion Kivääritehdas gyártól, később további 82 fegyvert szállítottak. A folytatólagos háború kezdetén késleltették a gyártást, sorozatgyártása pedig 1943-ig nem is indult be. Összesen 367 darab fegyvert gyártottak, a gyártás csúcspontja 1944-ben volt. A fegyverek egy része nem készült el időben, hogy részt vegyen a háborúban. Ezen felül néhány eredeti típust javítás közben módosítottak az új szabványra.

## Szolgálat
A második világháború alatt a 7,62 ItKk/31 VKT és a 7,62 ItKk/31–40 VKT volt a legnagyobb számban alkalmazott légvédelmi géppuska a finn hadseregben. Légvédelmi géppuskás századokban és szakaszokban használták őket, majd később a légvédelmi ütegekben. A háború után az 1960-as évekig kiképzőfegyverként használták, és egészen 1986-ig tartották raktáron a fegyvereket, amikor végül elavultnak minősítették őket. A fegyverek leselejtezésekor 467 darab volt belőlük, ebből csupán 41 volt az eredeti 7,62 ItKk/31 VKT kialakítású. A fegyverek egy részét múzeumoknak adták, a többit 1988-ban leselejtezték.

## Fordítás
- Ez a szócikk részben vagy egészben  a(z)   7,62 ITKK 31 VKT című angol Wikipédia-szócikk ezen változatának fordításán alapul.  Az eredeti cikk szerkesztőit annak laptörténete sorolja fel. Ez a jelzés csupán a megfogalmazás eredetét és a szerzői jogokat jelzi, nem szolgál a cikkben szereplő információk forrásmegjelöléseként.